# インフレーション

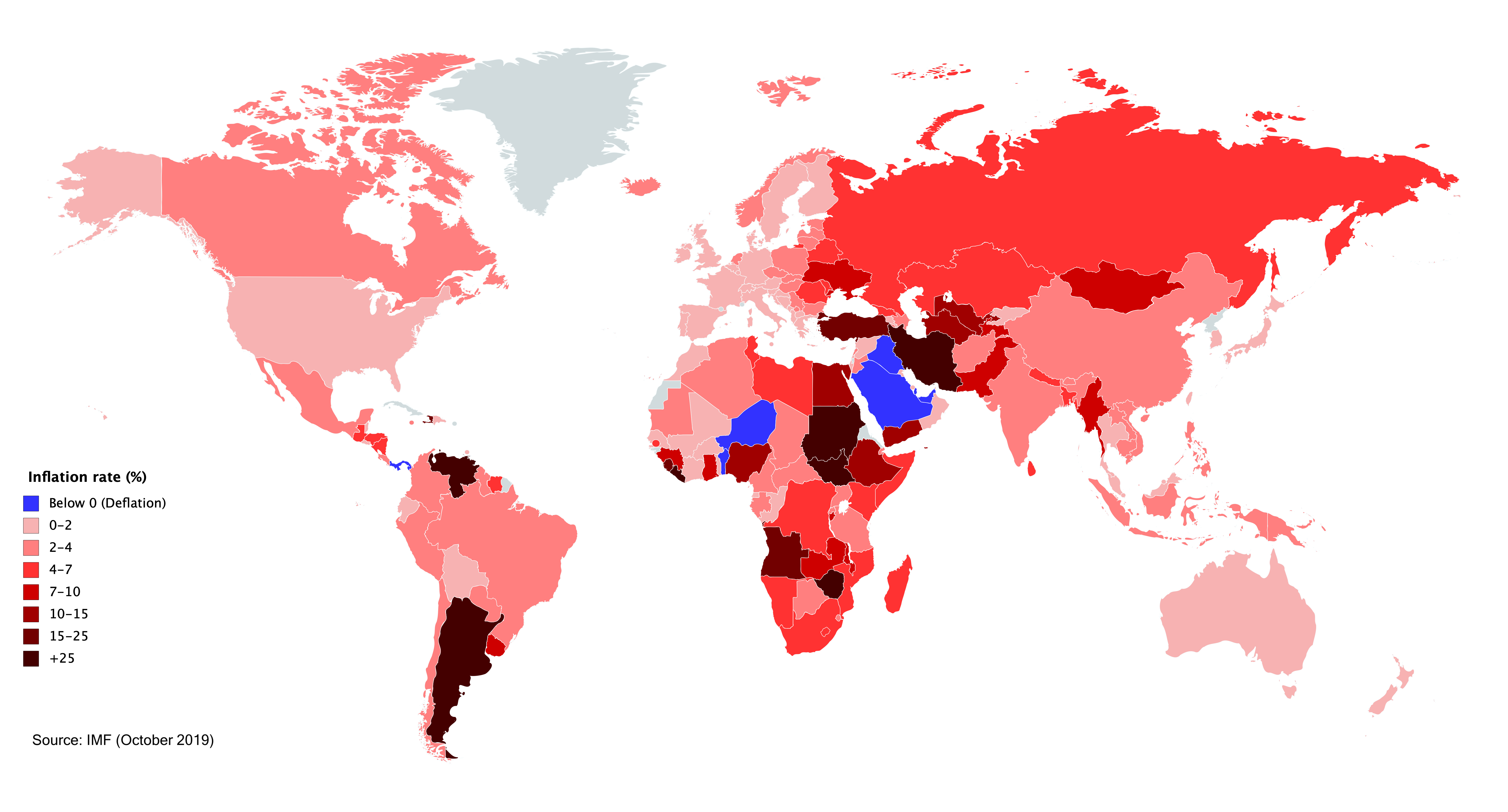
2019年の世界各国のインフレ

インフレーション（英語: inflation）とは、一定期間にわたって物価の水準が上昇し続ける状態を指す。日本語では略称がインフレ、物価上昇率や通貨膨張（つうかぼうちょう）とも訳される。
対義語は、物価が持続的に低下することを意味するデフレーションである。

## 概要
経済学において物価が上昇すると、1単位の通貨で購入できる財やサービスの数が減る。その結果、インフレーションは1単位の通貨あたりの購買力の低下、つまり経済における交換手段や会計単位の実質的な価値の低下を反映する。対義語はデフレーションであり、財やサービスの一般的な価格水準が持続的に低下することである。インフレーションの一般的な指標はインフレ率で、物価（通常は消費者物価指数）の長期的な変化率を年率換算したものである。
経済学者は、非常に高いインフレ率やハイパーインフレーションは有害であり、マネーサプライの過剰な増加が原因であると考えている。一方、低・中程度のインフレ率を決定づける要因については、より多様な見解がある。低・中程度のインフレは、財・サービスに対する実質的な需要の変動や、物資が不足しているときなどの供給可能量の変化に起因すると考えられる。しかし、長期的に持続するインフレは、マネーサプライが経済成長率を上回るスピードで増加することによって起こるというのが共通の見解である。
インフレは、経済に様々な良い影響と悪い影響を与える。インフレの負の影響としては、お金を保有することによる機会費用の増加、将来のインフレに対する不確実性による投資や貯蓄の抑制、さらにインフレが急速に進んだ場合には、消費者が将来の価格上昇を懸念して買いだめを始め、商品が不足することなどが挙げられる。ポジティブな効果としては、名目硬直性による失業率の低下、中央銀行の金融政策の自由度の拡大、お金をため込むのではなく融資や投資を促すこと、デフレに伴う非効率性の回避などが挙げられる。
今日、大半のエコノミストは、低位で安定したインフレ率を支持している。インフレ率が低い（ゼロやマイナスではなく）と、景気後退の際に労働市場の調整が迅速に行われるため、景気後退の深刻さが軽減され、流動性の罠によって金融政策が経済を安定させることができなくなるリスクが軽減されるのである。インフレ率を低く安定的に維持する任務は、通常、金融当局に与えられている。一般的に、これらの金融当局は中央銀行であり、金利の設定、公開市場操作、銀行の預金準備率の設定を通じて金融政策をコントロールする。

## 分類

### 実物的要因

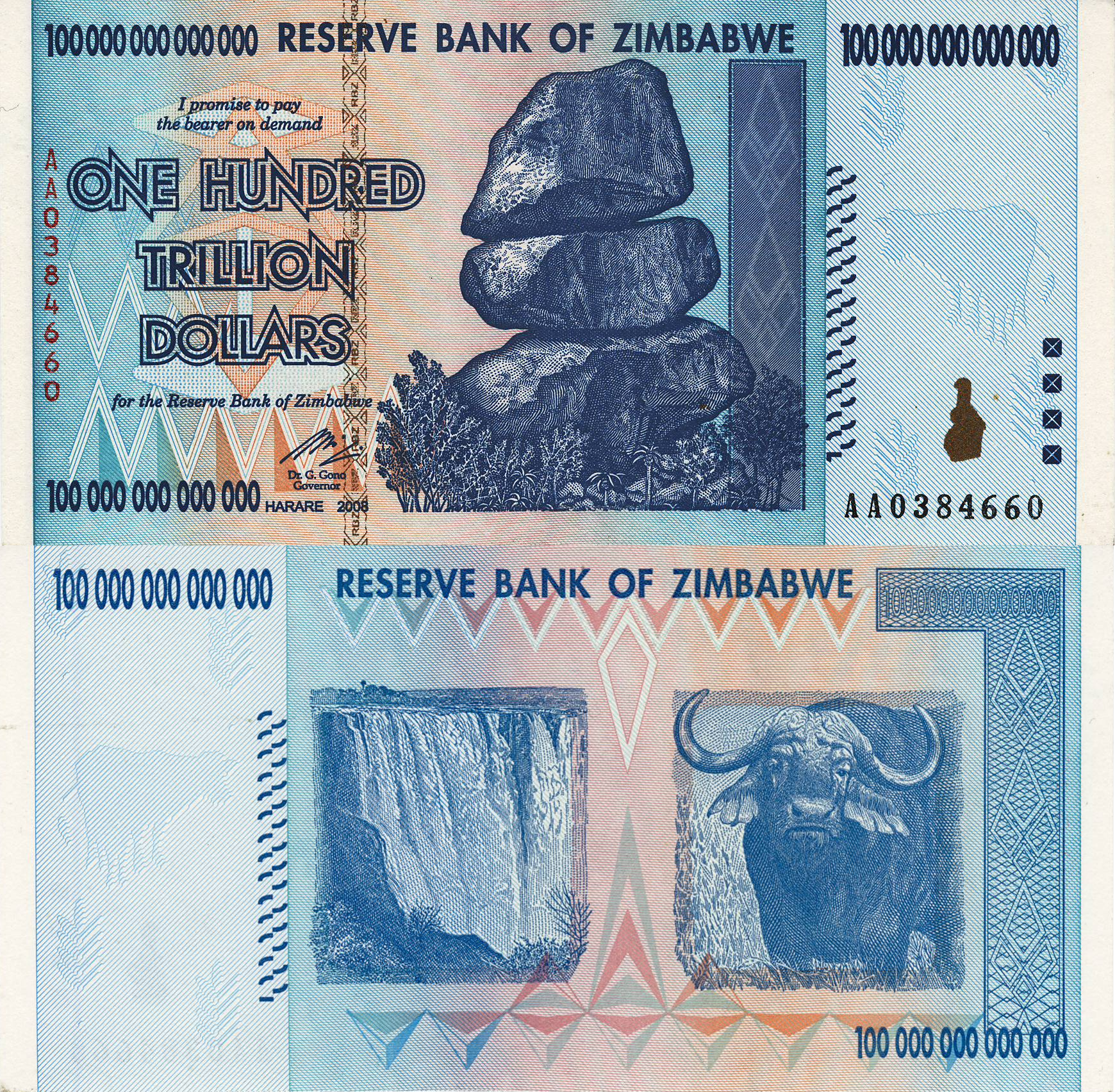
100兆ジンバブエ・ドル紙幣。ジンバブエの紙幣

戦争や産業構造破壊により、供給が需要を大幅に下回ることによって発生するインフレーション。第二次大戦終戦後の日本では、1945年の水準からみて1949年までに約70倍（約6900 %）というハイパーインフレーション となった。
また、ジンバブエでは、政策により白人農家が国外に追い出され農業構造が破壊されたところに旱魃が追い討ちをかけたことにより極度の物不足が発生、最終的に2億3000万%という超ハイパーインフレーションとなった。

### 需要
需要側に原因があるインフレーションで、需要超過インフレーション（需要牽引型インフレーション、ディマンドプル・インフレーション、demand-pull inflation）とも呼ばれる。需要の増大（需要曲線の上方シフト）により、価格が高くても購買意欲が衰えないので物価は上昇する。この場合、供給曲線が垂直である（すなわち価格の変動によって供給量が変化しない）場合を除いて景気はよくなる。
1973年から1975年にかけての日本のインフレ要因は、オイルショックに注目が集まるが、変動相場制移行直前の短資流入による過剰流動性、「列島改造ブーム」による過剰な建設需要も大きな要因である。

### 供給
供給曲線の上方シフトに原因があるインフレで、原価上昇インフレーション（コストプッシュ・インフレーション、cost-push inflation）とも呼ばれる。多くの場合、景気が悪化しスタグフレーションか、それに近い状態になる。通常為替レートが下落すると、輸入物価が上昇してインフレを引き起こすと同時に、企業が抱える外貨建ての債務の返済負担が膨らむ。
原価上昇は総供給が上方にシフトするので、実質GDPは減少する。一方で、需要超過は総需要が上にシフトするので、実質GDPは増加する。つまり、実質GDPの動きで原価上昇か需要超過かは判別できる。景気の過熱によって物価が上昇しているのかどうかを判断するには、消費者物価指数ではなくGDPデフレーターを見なければならない。
原価インフレーション（コストインフレーション）
賃金・材料等の高騰によって発生する。原油価格の高騰によるインフレーションや消費増税によるスタグフレーションが典型的な例である。
構造インフレーション
産業によって成長に格差がある場合、生産性の低い産業の物価が高くなり発生する。例えば効率の良い製造業で生産性が上がり賃金が上昇したとする。これに影響を受けてサービス業で生産性向上以上に賃金が上昇するとサービス料を上げざるを得なくなるため、インフレーションを招く。
輸出インフレーション
輸出の増大により発生する。企業が製品を輸出に振り向けたことにより、国内市場向けの供給量が結果的に減って発生する。幕末期に生糸などの輸出が急増し、インフレーションが発生している。このパターンは乗数効果で総需要が増大しているため、需要インフレの側面もある。
輸入インフレーション
他国の輸入を通じて国外のインフレーションが国内に影響し発生する。例えば穀物を輸入していた国が、輸出元の国の内需が増加したり輸出元が他の需要国へ輸出を振り分けた場合などに穀物の輸入が減少し、穀物価格が上昇するといった具合である。実際に中国が穀物純輸入国に転じた際、トウモロコシ市場で価格急騰が起きたことがある。
キャッチアップインフレーション
賃金や物価統制を行っている体制が、市場経済に移行する際に発生することが多い。米国および日本で1970年代にかけて発生した。欧州では冷戦の終結および欧州中央銀行（ECB）拡大による東欧諸国の自由主義諸国への経済統合により、低賃金諸国での賃金・サービス価格の上昇によるキャッチアップインフレが発生している。

### 貨幣的要因
貨幣の供給量が増えることによって発生する。貨幣の供給増加は、他のあらゆる財・サービスに対する貨幣の相対価値を低下させるが、これはインフレーションそのものである。さらに、貨幣の供給増加は貨幣に対する債券の相対価値を高めることになり名目金利を低下させる。このため通常は投資が増大し、需要増大をもたらす。そのプロセスが最終的に、需要インフレに帰結することでもインフレーションに結びつく。公開市場操作などの中央銀行による通常の貨幣供給調節以外に、貨幣の供給が増える特段の理由がある場合には、「財政インフレ」「信用インフレ」「為替インフレ」などと呼んで区分けることもある。
財政インフレーション
政府の発行した公債を中央銀行が引き受けること（財政ファイナンス、マネタイゼーション）により、貨幣の供給が増加して発生するインフレーション。金融政策を経由した効果に加えて、財政政策による有効需要創出効果によって需要インフレも発生する。
信用インフレーション
市中銀行が貸付や信用保証を増加させることによって信用貨幣の供給量が増大することから発生するインフレーション。
為替インフレーション
外国為替市場を経由して通貨が大量に供給されることで発生するインフレーション。戦前の金解禁における「為替インフレーション論争」を特に指す場合もある。なお、当時は固定相場制であり、現在の変動相場制とは、外国為替市場の動きが貨幣供給量に与える影響が異なることに留意が必要である。

### 速度別
クリーピングインフレーション
ゆるやかに進むインフレーション。インフレ率は年数%で、好況期に見られる。経済が健全に成長していると見なされ、望ましい状態と言われることが多い。「マイルド・インフレ」とも呼ばれる。
ギャロッピングインフレーション
早足に進むインフレーション。馬の早足を表す「ギャロップ」から。インフレ率は年率10%超-数十%程度を指すことが多い。スタグフレーションに伴って生じることがある。
ハイパーインフレーション

## 経済への影響

### 失業との関係
賃金も物価の上昇に伴って上昇するが、物価に比べると調整に遅れをとるため、実質賃金が下がり、雇用を増やしやすくするので失業率は下がる（フィリップス曲線）。実質GDPが増えるディマンド・プル型では雇用は増加し、実質GDPが減少するコスト・プッシュ型では雇用は減る。
インフレは名目所得が一定の人にとって損であるが、その人を雇う側にとってはその分得となる。経済学者のスティーヴン・ランズバーグは、ロバート・ルーカスの理論を挙げ「インフレは人々を騙して失業者に職を受け入れさせ、雇用者には労働者を雇わせる。政府はインフレが続けばそれに伴って高い雇用が続くことに気づき、インフレ率を自動的に操作しようと決める。労働者と雇用者は政府の意図に気づき、騙されなくなる。インフレと失業の相関関係が切れたのは、政府がそれを利用しようとしたからである」と指摘している。ランズバーグは「『インフレ』が人々を働かせるのではなく、『予想しなかった』インフレが人々を働かせる。完全に予想されたインフレの下では、失業者は就業しない。完全に予想されたインフレは誰の行動にも影響を与えない」と指摘している。

### 消費・所得への影響
インフレによって物価が上昇しても、それ以上に賃金が上がり実質所得が増えれば、生活は豊かとなる。
インフレ率上昇自体は、個人消費を底上げする効果がある。期待インフレ率が高まり実質金利が低下した場合には、消費が増大する。ただし、インフレ率が過度に高まった場合には将来の予測が困難になり、不確実性を高めることから消費や投資は停滞する。
スティーヴン・ランズバーグは「インフレの真の経済コストは、人々がインフレを回避するためにコストの高い行動に走り、その行動が誰の得にもならないことである」と指摘している。経済学者の伊東光晴は「人々の期待は多様であり、物価が上がれば、生活を切り詰める人もいるかもしれない。低金利で設備投資が増えるかというと、過去に経済企画庁の企業行動調査は否定的な調査結果を出している」と指摘している。

### 貸借への影響
予想外のインフレは、値打ちの下がった通貨で借金を返済する借り手にとって得となるが、返済を受け取る貸し手にとっては損となる。物価上昇率が預金金利を上回ると預貯金の価値を実質的に引き下げる。物価上昇率が貸出金利を上回った場合、インフレにより実質的な負債の価値が下がり、その結果実質的な返済負担が減る（住宅ローンなど）。

### インフレ率の程度
人々の生活を安定させるためには、できるだけ低い水準のインフレ率を維持しなければならない。安定的な経済成長・雇用を達成するという意味においての物価の安定とは、過去の各国の経験から、インフレ率が中期的に2-3%程度の推移のことを意味する。高インフレは、人々の実質所得を低下させ、自国通貨建ての資産価値を低下させる。ハイパーインフレは、一物一価の法則から為替レートを暴落させ、資本の対外逃避などを引き起こす。
経済学者の高橋洋一は「3-5%のインフレ率はマイルド・インフレーションの範囲であり、一国経済にとって問題とならないというのがコンセンサスとなっている」と指摘している。経済学者の竹中平蔵は「『物価は毎年1-2%くらい上がるのが自然でよい』というのが、世界の専門家のコンセンサスである。5%を上回る物価上昇はよくない」と指摘し、また竹中は「理想は、物価上昇率をゼロから数%程度の範囲で安定させることである」とも指摘している。
経済学者の若田部昌澄は「ハイパーインフレの例を俟つまでもなく、インフレ率が2ケタ以上に高くなるのは経済に悪影響をおよぼす。おそらく5%を超えると望ましくないだろう」と指摘している。
経済学者のジョセフ・E・スティグリッツは「インフレに過大な関心を注ぐあまり、一部の国の中央銀行は、金融市場で起きている状況に無頓着になってしまった。資産バブルが無制約にふくらんでいくのを中央銀行が放置することにより経済が負担するコストに比べれば、緩やかなインフレによるコストなど微々たるものにすぎない」と述べている。

## 対策
インフレの阻止や解消のため様々な対策が行われている。

### 例

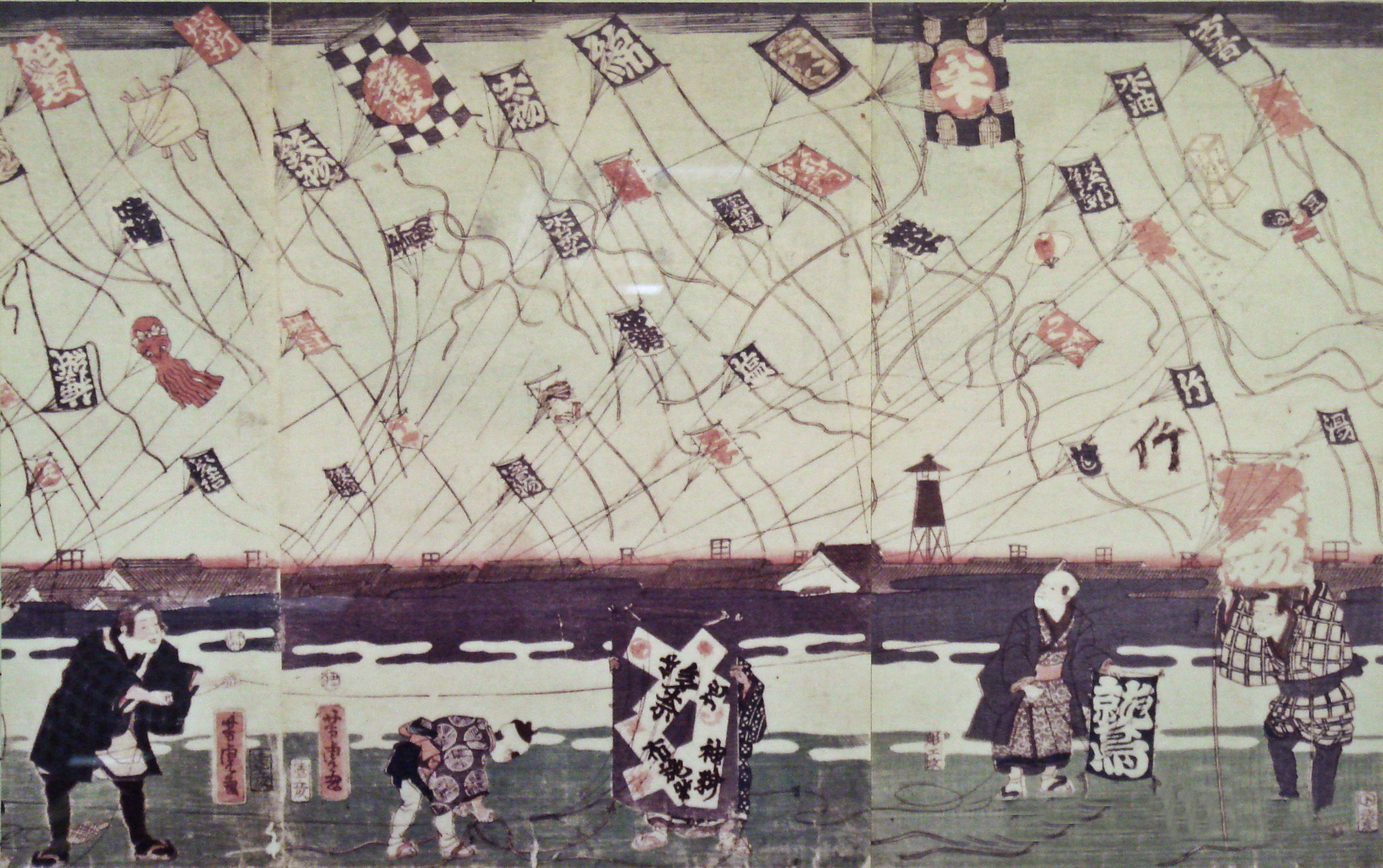
インフレーションのアレゴリー（幕末、1868年より前）

- 中央銀行の政策金利の引き上げ
  - 金利の引き上げによる通貨高[43]
- 中央銀行の公開市場操作による資金吸収オペレーション
- 中央銀行の預金準備率引き上げ操作
- 中央銀行の新通貨発行と預金封鎖にともなう新通貨への切り替え
- 政府が財政支出を削減
- 政府が増税をして消費を抑える
- インフレターゲット（物価水準目標）

## 例

### 世界最古
記録に残る世界最古のインフレーションはマケドニア王国のアレクサンドロス3世の死去直後、紀元前323年のことであると言われている。マサチューセッツ工科大学教授ピーター・テミンの研究によると、当時のバビロニアには既に市場経済があり、農産物の供給不足などに対してアケメネス朝など征服地から接収してもたらされた過剰な財宝（主に銀）の在庫がある中で、大王の死によって人々の不安感が増大したことが引き金となって、インフレーションが発生した。

### 古代ローマ
軍人皇帝時代の古代ローマでは兵士への給与を増やす必要に迫られ銀貨の改悪を繰り返した結果、インフレーションが起こり市民生活に影響が出てていた。ディオクレティアヌスは通貨改革を敢行したが効果が無かったため、301年に物品やサービスの最高価格を定めた勅令『最高価格令』を出した。これらは実施された形跡が無く効果は薄かったとされるが、日用品の価格や各職業の給与が詳細に定められており、現代では貴重な歴史資料となっている。

### 価格革命
フランシスコ・ピサロによるインカ帝国征服後、ポトシ銀山などから大量の金銀がスペインに運ばれた。1521年から1660年までの間にスペインに運ばれた金銀の量は金200トン、銀1.8万トンと言われる。これらの金銀は主に貨幣となったため、欧州全域で貨幣価値が3分の1になった。つまり物価が3倍になるインフレが起こったわけで、これを「価格革命」と言った。貨幣供給により商工業の発展が起こり、地代の減少のために封建領主層が没落するなどの社会的変化をもたらした。

### ロシア革命
ロシア革命後にウラジーミル・レーニン率いるボリシェヴィキ政権が誕生したが、共産主義化のための諸政策（穀物の強制徴発・産業の国有化等）で、ロシアはハイパーインフレに陥り、ルーブルの価値は第一次世界大戦前の500億分の1になった（ソビエト初期のハイパーインフレも参照）。経済学者ジョン・メイナード・ケインズによれば、レーニンはこのインフレについて「資本主義を破壊する最善の方法は、通貨を堕落させることだ。政府はインフレを継続することで、密かに、気づかれることなく、国民の富のうち、かなりの部分を没収できる。」と述べたという。その後ルーブルは、1924年4月までに3回のデノミが行われ、ロシアのインフレは沈静化した。

### イラン
イランでは経済制裁の影響で2014年頃からインフレが進み、2024年には野菜価格が数十倍になっている。インフレの影響で現金で買い物をすると札束が必要になるため、デビットカードによるキャッシュレス決済が浸透し、現金を付け付けない店もある。

### 局地的
国単位でのインフレの他に、地域単位、都市単位でインフレ現象が起きることがある。
1324年、メッカ巡礼に向かったマンサ・ムーサは、富を知らしめるために道中のカイロで黄金をばら撒いたことから金相場が暴落し、10年以上の間エジプト周辺でインフレーションが続いたといわれる。12年後の記述では、エジプトでの金の価格は1ミスカール（4.25グラム）の金は25ディルハム以上であったが、マンサ・ムーサが訪れてからは下落し、1ミスカルの金は22ディルハムを下回ったとされる。
現代的に問題になっているのは、国際連合平和維持活動（Peace-Keeping Operations：PKO）に伴うインフレーションである。紛争地域の停戦後、平和維持のために派遣される各国の部隊は、経済が疲弊している所に急に現れる富裕層と同じである。そのため、駐屯地の周辺では、部隊が調達する生活物資・食料品を中心に価格上昇が起きてインフレとなり、紛争で困窮した周辺住民の生活を圧迫する。対策として部隊員の駐屯地外での購買活動抑制が行われており、PKO部隊は価格維持活動（Price Keeping Operation）も同時に行っていることになる。
日本では、明治以降の資本主義経済化の下で局地的なインフレが見られた。農業地域や未開拓地域（北海道）に工業・鉱業・巨大物流施設（港湾）が出来ると、急激な資本投下と人口の急増（都市化）とが発生し、生活物資の必要から局地的なインフレが起きた。そのため、物価安定を目的に日本銀行の支店や出張所が置かれた。日銀の支店・出張所の開設場所や開設時期は、その地域での経済活動に伴う局地的インフレ懸念と密接に関係している。

## 期待インフレ率
期待インフレ率（予想インフレ率）やブレーク・イーブン・インフレ率（損益分岐インフレ率）に関しては期待インフレ率を参照。